# Friedrichsaue (Zechin)
Friedrichsaue ist ein Ort im Landkreis Märkisch-Oderland in Brandenburg und ist ein Ortsteil der Gemeinde Zechin. Die Gemeinde Zechin entstand am 31. Dezember 1997 aus dem freiwilligen Zusammenschluss der bis dahin selbständigen Gemeinden Buschdorf, Friedrichsaue und Zechin.

## Geschichte
Der Ort wurde 1723 in der Regierungszeit von König Friedrich Wilhelm I. als königliches Vorwerk im Oderbruch errichtet. Von 1743 bis 1872 existierte das Amt Friedrichsaue.
Zusammen mit den Gemeinden Alt Tucheband, Golzow, Küstriner Vorland und Zechin werden die Amtsgeschäfte seit 1992 durch das Amt Golzow getätigt.

### Einwohnerentwicklung
| Jahr          | 1875 | 1890 | 1910 | 1925 | 1933 | 1946 | 1995 | 2006 | 2022 |
| Einwohnerzahl | 334  | 243  | 296  | 333  | 314  | 297  | 164  | 152  | 136  |

## Politik

### Wappen
| Wappen von Friedrichsaue | Blasonierung: „In Blau ein goldenes Kutschrad mit schwarzer Nabe überhöht von einer goldenen Königskrone.“ |
| Wappen von Friedrichsaue | |

### Flagge
„Die Flagge ist Weiß - Blau (1:1) gestreift und der weiße Streifen im Obereck mit dem Gemeindewappen belegt.“

## Kultur und Sehenswürdigkeiten
Der Verein Oldtimer- und Traktorenfreunde Zechin feiert alljährlich im Ort ein Bulldog-Treffen.

### Naturdenkmäler
- Weihraucheiche bei Friedrichsaue mit einem Brusthöhenumfang von 8,00 m (2016).[5]